# Sint-Catharinakerk (Sente)

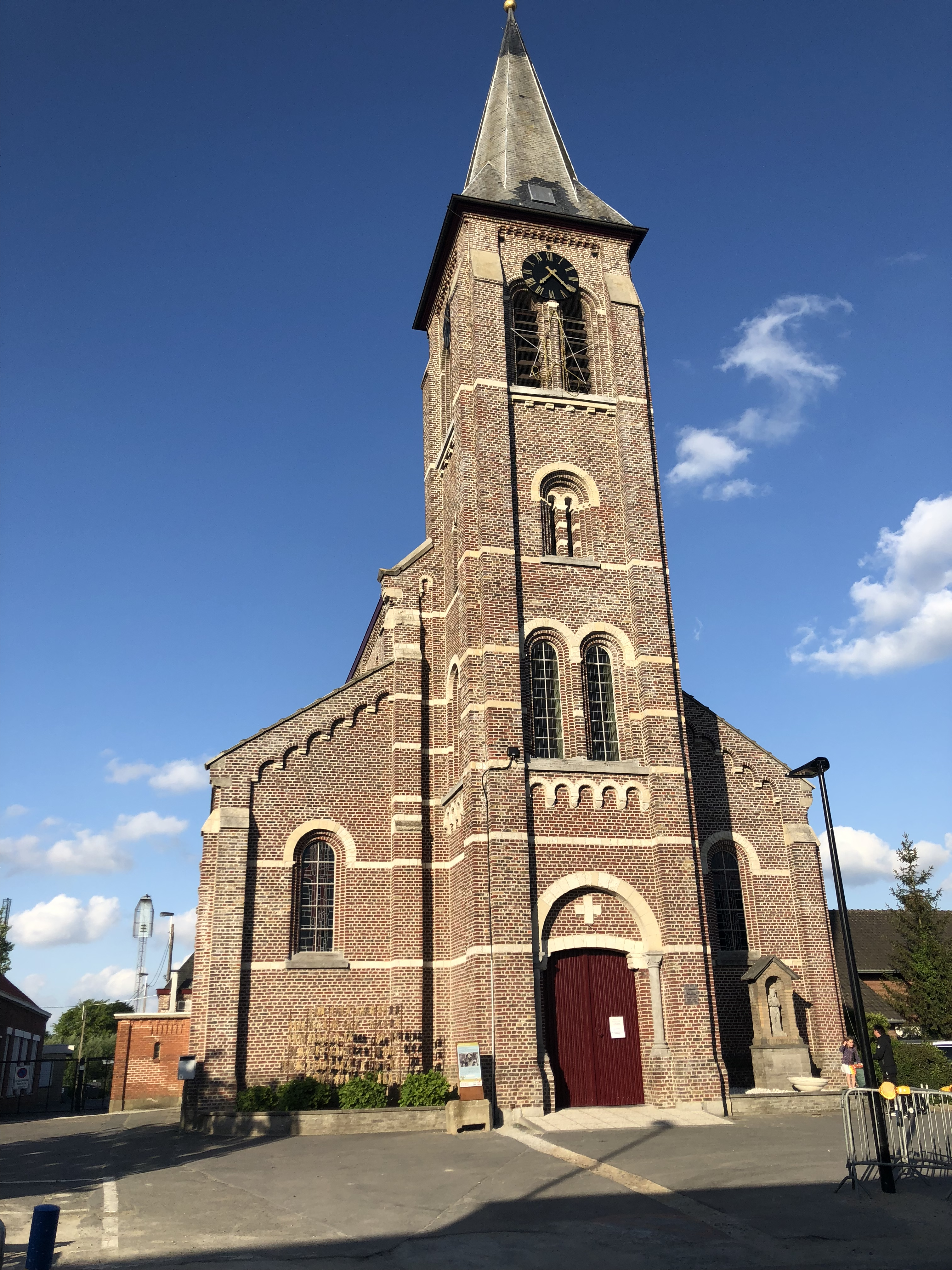
Sint-Catharinakerk

De Sint-Catharinakerk is de parochiekerk van de tot de West-Vlaamse gemeenten Lendelede, Kuurne en Kortrijk behorende plaats Sente, gelegen aan het Sint-Katrienplein, Kuurne.

## Geschiedenis
In 1212 werd op de grens van drie gemeenten een houten kapel gesticht. In 1221 werd ten oosten van deze kapel een stenen kapel gebouwd. Tijdens de godsdiensttwisten, eind 16e eeuw, werd ook deze kapel sterk beschadigd. In 1601 werd het koor en de voorgevel hersteld. Vooral in de 18e eeuw werd er veel hersteld aan de kapel en in 1746 werd een nieuwe voorgevel in barokstijl gebouwd. In 1797 werd de kapel door de Fransen verbeurd verklaard, maar in 1803 kon er weer worden gekerkt.
Aanvankelijk was er weinig bewoning in de omgeving, maar toen in de 19e eeuw de bevolking toenam, werd een nieuwe parochie gesticht die in 1870 als zodanig werd erkend. De kapel werd gesloopt en in 1879 werd begonnen met de bouw van de huidige kerk in neoromaanse stijl, naar ontwerp van Pierre Nicolas Croquison. Tijdens beide wereldoorlogen liep de kerk beschadigingen op, maar deze werden hersteld.

## Gebouw
Het betreft een driebeukige bakstenen neoromaanse kerk met voorgebouwde westtoren welke vier geledingen telt en voorzien is van een achtzijdige ingesnoerde naaldspits.
Het kerkmeubilair is voornamelijk uit het einde van de 19e eeuw. Het orgel, aangekocht in 1907, is afkomstig van de kerk van Houdeng-Gœgnies en werd in 1864 vervaardigd door Pieter-Hubertus Anneessens.

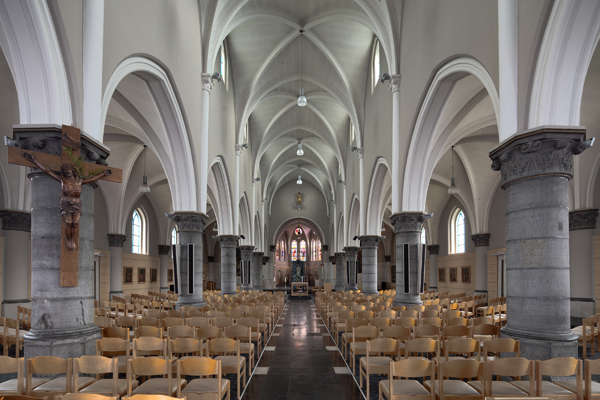
Interieur
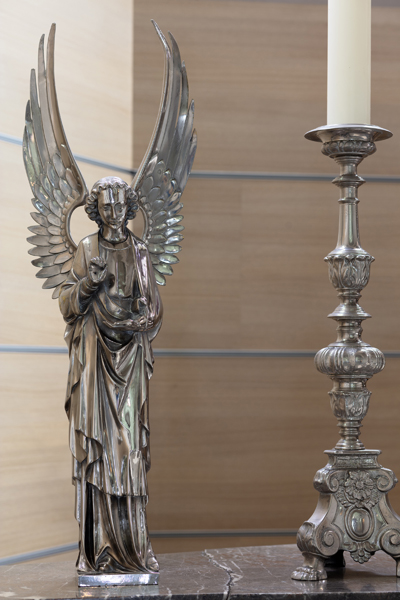
Engel en kandelaar
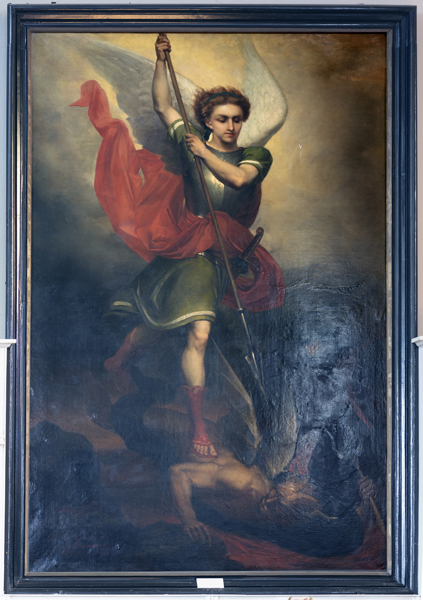
H. Michaël aartsengel (Evariste Carpentier)
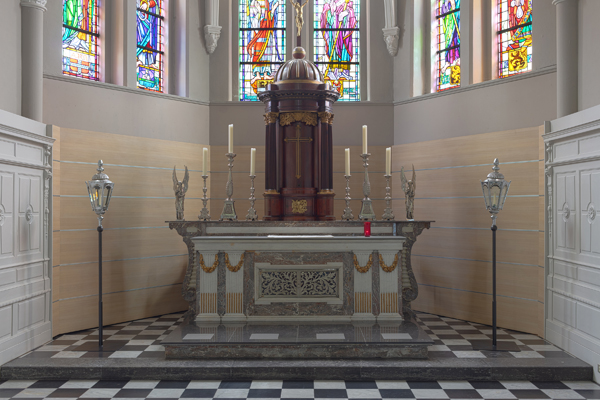
Hoofdaltaar